# ASP (banda)
ASP é uma banda alemã de Gothic Metal, banda formada em Frankfurt am Main em 1999. O seu nome deriva do nome do seu vocalista Asp (abreviação de Alexander Spreng).

## Discografia

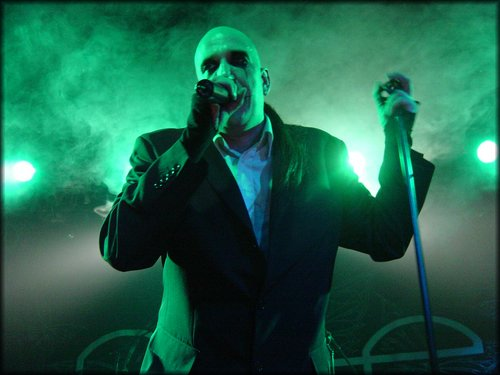
Alexander Frank Sprenger "ASP" ao vivo com a banda, 2004.

### Álbuns
- 2000 - Hast Du mich vermisst? (Der schwarze Schmetterling I)
- 2001 - :Duett (Der schwarze Schmetterling II)
- 2003 - Weltunter (Der schwarze Schmetterling III)
- 2005 - Aus der Tiefe (Der schwarze Schmetterling IV)
- 2007 - "Requiembryo" (Der schwarze Schmetterling V)
- 2008 - "Zaubererbruder-Der Krabat Liederzyklus"
- 2009 - "Wer Sonst?"
- 2011 - "Fremd" [Fremder Zyklus I]
- 2013 - "Maskenhaft" [Fremder Zyklus II]
- 2015 - "Verfallen - Folge1: Astoria"
- 2016 - "GeistErfahrer Langspielalbum"
- 2016 - " Verfallen - Folge2: Fassaden"
- 2017 - "Zutiefst" [Fremder Zyklus III]

### EP
- 1999 - ASP (Promo-CD)
- 2003 - Weltunter (Komm zu mir)
- 2003 - Stille der Nacht (Ein Weihnachtsmärchen)
- 2004 - Ich will brennen
- 2005 - Hunger (only available on the Hunger-Tour 2005 EP)